# Ихасалу
И́хасалу (эст. Ihasalu) — деревня в волости Йыэляхтме уезда Харьюмаа, Эстония. 

## География и описание
Расположена в 38 километрах от Таллина, на восточном побережье полуострова Ихасалу. Граничит с деревней Неэме на севере, с заливом Ихасалу на западе, с заливом Кабернеэме и деревней Кабернеэме на западе и деревнями Йыэсуу и Руу на юге. Высота над уровнем моря — 20 метров.
Климат умеренный. Официальный язык — эстонский. Почтовый  индекс — 74203.

## Население
По данным переписи населения 2021 года, в Ихасалу насчитывалось 100 жителей, из них 95 (95,0 %) — эстонцы.
По данным переписи населения 2011 года, число жителей деревни составляло 44 человека, все — эстонцы.
Численность населения деревни Ихасалу по данным переписей населения:
| Год  | 1959 | 1970 | 1979   | 1989   | 2000 | 2011 | 2021  |
| ---- | ---- | ---- | ------ | ------ | ---- | ---- | ----- |
| Чел. | 65   | ↘ 33 | ↗ 181* | ↗ 200* | ↘ 24 | ↗ 44 | ↗ 100 |

* В состав Ихасалу входит деревня Неэме.
По данным Регистра народонаселения, по состоянию на 1 июня 2023 года в деревне были зарегистрированы 104 человека.

## История
Впервые упоминается в 1387 году (Janeselke). В письменных источниках источниках 1431 года упоминается как Jaensal, 1556 года — Jesal, 1559 года — Easal, 1693 года — Ihosal. В атласе Меллина 1798 года упоминается как Ihhasal, в 1910 году — как Игасаль (деревня), в 1913 году — Игасаль (село) и нем. Igassal.
Согласно шведскому языковеду Пэру Визельгрену (Per Wieselgren, 1900—1988), фольклор повествует о бывшей деревне с 35-ю хуторами, которая располагалась от перешейка полуострова Ихасалу до его середины и была разрушена русскими войсками во время Северной войны, после чего на нынешнем месте была основана новая деревня Ихасалу, а позднее — деревня Неэме. Однако первое упоминание о деревне Неэме относится к 1560 году, а в 1568 году был записан крестьянин Клаус из Ванакюла (Claws wannaküll). Впадина возле берега в восточной части перешейка полуострова называется могилой Ванакюла. Не исключено, что старая деревня действительна опустела, и на её место пришли новые жители, придумавшие своё название деревни. 
На юге Ихасалу находятся земли бывшей деревни Пунакиви (эст. Punakivi), которая существовала ещё в 1930-х годах.
В 1977—1997 годах в состав деревни Ихасалу входила деревня Неэме.

## Инфраструктура
В Ихасалу есть отель гостиничной сети «Ööd Hötels», работает пансионат для престарелых (в июле 2023 года цена проживания в комнате, рассчитанной на одного человека, составляла 1630 евро/месяц, на трёх человек — от 1350 до 1490 евро/месяц). 
На берегу залива Ихасалу расположен песчаный пляж Ихасалу.

## Достопримечательности

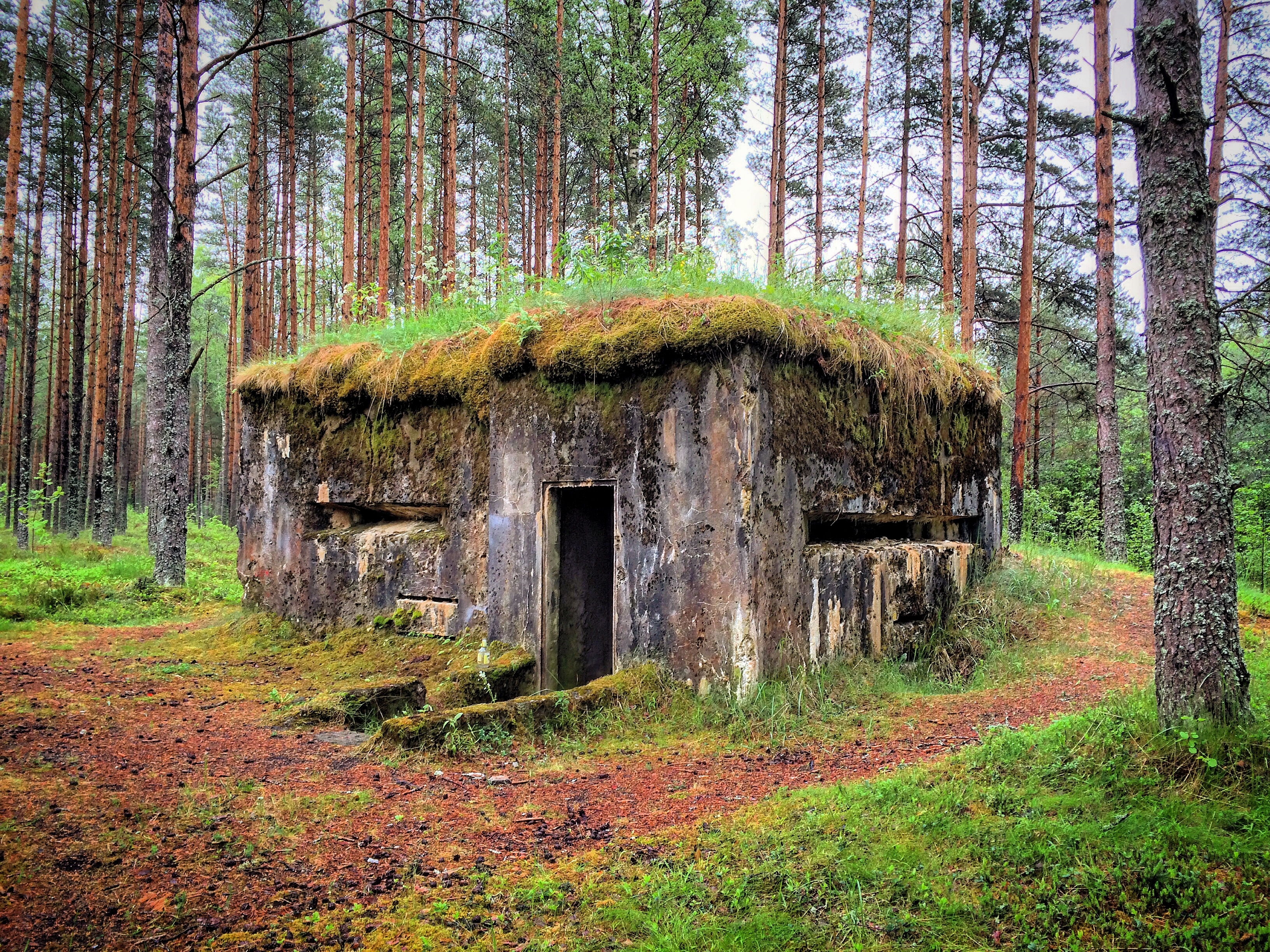
Дзот Валклаского полигона в деревне Ихасалу

Ихасалу расположена паломническом пути с культурно-историческими остановками из Пирита в деревню Вана-Вастселийна (с севера на юг Эстонии). На паломническом пути в деревне находятся Крест часовни Святой Бригитты и молитвенная скамья. Крест освятил 11 мая 2014 года священник Велло Сало вместе с сёстрами монастыря Святой Бригитты и жителями деревни Ихасалу. Молитвенную скамью у креста 28 декабря 2014 года освятил приходской учитель церкви Йыэляхтме Маргус Кирья (Margus Kirja).
В деревне, на улице Полюгоони (эст. Polügooni tee) находится старый дзот — остатки создававшегося в 1934–1937 годах, в годы Первой Эстонской Республики, Валклаского учебного полигона Ягалаского артиллерийского полка.